# Dywizyjna grupa artylerii
Dywizyjna grupa artylerii – połączenie co najmniej dwóch dywizjonów artylerii. Związek ten ma wspólne dowództwo i stanowi element ugrupowania bojowego dywizji – nosi numer danej dywizji oraz wykonuje zadania na poziomie dywizji, m.in.
- zwalczanie taktycznych środków napadu jądrowego i artylerii przeciwnika
- osłona skrzydeł dywizji i styków
- odpieranie kontrataków

Działania te mają na celu wzmocnienie i wydłużenie ognia artylerii poszczególnych pułków.
Nie ma reguły dotyczącej zgodności kalibrów broni składowych dywizjonów. 